# Giuseppe Radiciotti
 (Jesi, 25 gennaio 1858 – Tivoli, 4 marzo 1931) è stato un musicologo italiano.

## Biografia
Nacque a Iesi il 25 gennaio 1858 da Luigi, proprietario di una piccola bottega di merceria e «concialana», e Celeste Faini, discendente da una nobile famiglia della zona. Ultimo di quattro figli, iniziò gli studi musicali con lo zio materno Giovanni Faini, maestro di cappella, frequentando nel contempo le scuole della sua città fino al liceo dove ebbe come insegnante «l'illustre Giovanni Mestica». 
Laureato in lettere, ha insegnato per oltre quaranta anni nel Liceo Classico "Amedeo di Savoia" di Tivoli, ma alla musicologia ha dedicato le sue migliori energie. Membro dell'Associazione dei Musicologi Italiani sin dalla fondazione (1908), fu un musicista appassionato, difensore, promotore e studioso del patrimonio storico e della cultura tiburtina e particolarmente della musica, senza dimenticare naturalmente la cultura musicale della sua terra. 
La produzione del Radiciotti come storico della musica gli permise poi di conquistarsi un posto di prim'ordine. Scrisse importanti saggi soprattutto su musici marchigiani, quali Rossini e Pergolesi. Di quest'ultimo approntò la biografia, che riscosse il massimo favore da parte della critica italiana e straniera, e ridusse, per canto e pianoforte, l'opera Livietta e Tracollo. Pubblicò anche un Dizionario dei Musicisti Marchigiani.

## Opere
- I genitori e la casa di Francesco Manelli a Tivoli, in AMST, II(1922), pp. 112-114
- Le pubblicazioni di Giuseppe Radiciotti sono elencate da pag. 48 a pag. 53 nello studio di Maurizio Pastori; le composizioni a pag. 53 e seguente, ibidem (vedi sotto nella Bibliografia)